# Villamol
Villamol est une commune d'Espagne dans la province de León, communauté autonome de Castille-et-León. Elle s'étend sur 39,63 km2 et comptait environ 173 habitants en 2015.